# Stacja Terenowa Uniwersytetu Warszawskiego w Sajzach

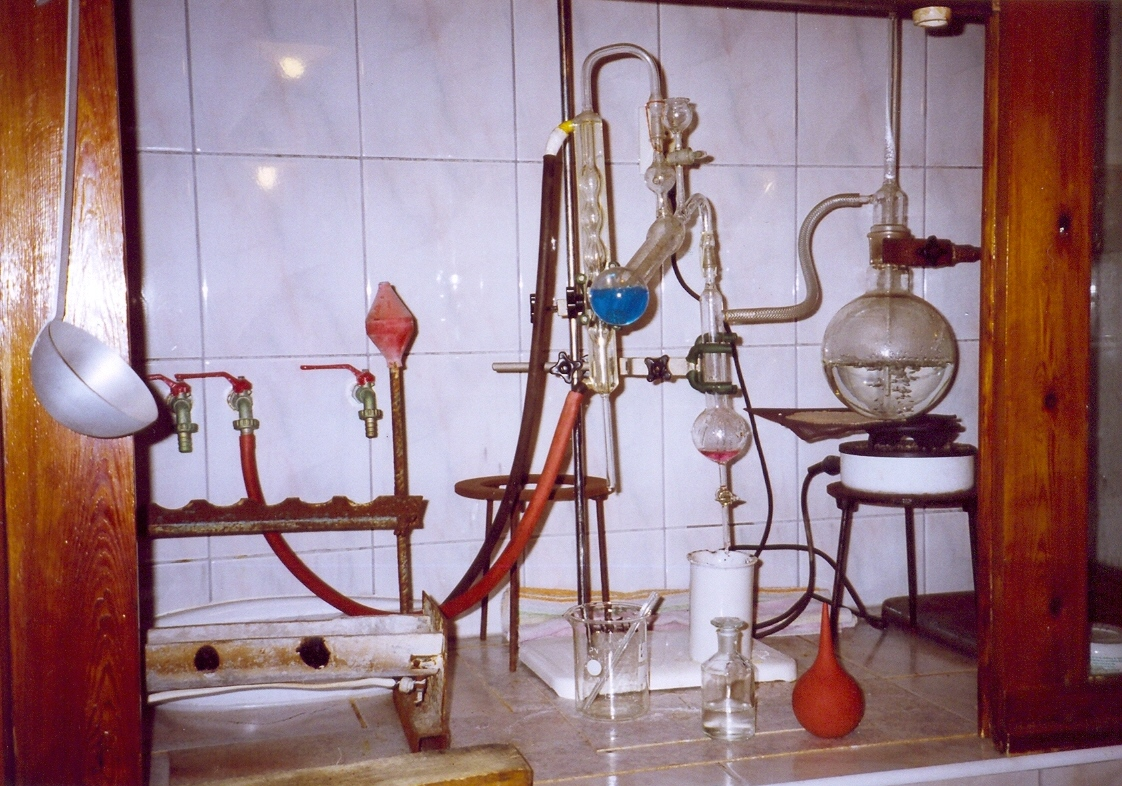
Aparat destylacyjny Parnasa-Wagnera służący do oznaczania zawartości azotu metodą Kjeldahla znajdujący się w Pracowni Hydrochemicznej stacji

Stacja Terenowa Uniwersytetu Warszawskiego w Sajzach – nieczynna stacja terenowa Uniwersytetu Warszawskiego znajdująca się we wsi Sajzy nad jeziorem Łaśmiady (Pojezierze Ełckie).
Stacja była jednostką Wydziału Biologii UW. Powołana w roku 1978. Mieściła się w dawnym budynku szkoły podstawowej. Była bazą badań terenowych z zakresu ekologii wód, zwłaszcza hydrochemii oraz ekologii roślin wodnych i glonów. Znajdowała się w niej Pracownia Hydrochemiczna. Oprócz badań naukowych, prowadzone były w niej dydaktyczne zajęcia terenowe dla studentów UW.
Stacja ponadto pełniła funkcję ośrodka wypoczynkowego Uniwersytetu Warszawskiego.
Została zamknięta 1 października 2016.